# Β-Carboline
β-Carboline sind eine Stoffgruppe von mehr als hundert Alkaloiden und synthetischen Verbindungen mit einer Carbolin-Grundstruktur (Pyridoindole). Die Wirkungen dieser Stoffe hängen von ihrem jeweiligen Substituenten ab. Natürliche β-Carboline beeinflussen dabei primär die Gehirnfunktion, können aber auch antioxidativ wirken. Synthetisch hergestellte Derivate von β-Carbolinen weisen wiederum neuroprotektive, kognitionsfördernde und krebshemmende Eigenschaften auf.

## Struktur
β-Carboline gehören zur Gruppe der Indolalkaloide. Sie bestehen aus einem Pyridinring, der an ein Indolgerüst gebunden ist. Ihre Struktur ähnelt der von Tryptamin und Serotonin. Es wird angenommen, dass diese Indole die Vorstufen der β-Carboline sind. Im Pyridinring sind unterschiedliche Sättigungsgrade – Dihydro- und Tetrahydropyridin – möglich.
| Beispiele für verschiedene β-Carboline | Beispiele für verschiedene β-Carboline | Beispiele für verschiedene β-Carboline | Beispiele für verschiedene β-Carboline | Beispiele für verschiedene β-Carboline | Beispiele für verschiedene β-Carboline |
| -------------------------------------- | -------------------------------------- | -------------------------------------- | -------------------------------------- | -------------------------------------- | -------------------------------------- |
| Allgemeine Struktur von β-Carbolinen   |                                        |                                        |                                        |                                        |                                        |
| Name                                   | R1                                     | R6                                     | R7                                     | R9                                     | Struktur                               |
| β-Carbolin (Norharman)                 | H                                      | H                                      | H                                      | H                                      | β-Carbolin                             |
| Pinolin                                | H                                      | OCH3                                   | H                                      | H                                      | Pinolin                                |
| Harman                                 | CH3                                    | H                                      | H                                      | H                                      | Harman                                 |
| Harmin                                 | CH3                                    | H                                      | OCH3                                   | H                                      | Harmin                                 |
| Harmalin                               | CH3                                    | H                                      | OCH3                                   | H                                      | Harmalin                               |
| Harmalol                               | CH3                                    | H                                      | OH                                     | H                                      | Harmalol                               |
| Tetrahydroharmin                       | CH3                                    | H                                      | OCH3                                   | H                                      | Tetrahydroharmin                       |
| 9-Methyl-β-carbolin                    | H                                      | H                                      | H                                      | CH3                                    | 9-Methyl-β-Carbolin.svg                |

## Wirkweise
Die pharmakologische Wirkung verschiedener β-Carboline hängt von ihren jeweiligen Substituenten ab.
Das natürliche β-Carbolin Harmin hat beispielsweise Veränderungen an den Positionen 1 und 7. Dadurch wirkt es hemmend auf die Proteinkinase DYRK1A, welche für die Gehirnentwicklung notwendig ist. Zudem legen tierexperimentelle Untersuchungen nahe, dass Harmin antidepressiv wirkt. Zum einen stimuliert es den Serotoninrezeptor Subtyp 2A, zum anderen erhöht es die Konzentration des Brain-Derived Neurotrophic Factor (BDNF) im Hippocampus der Ratte. Ein niedriger BDNF-Spiegel wurde beim Menschen mit der Entstehung von schweren Depressionen in Verbindung gebracht. Die antidepressive Wirkung von Harmin könnte zudem auf die Hemmung des Enzyms Monoaminoxidase-A (MAO-A) zurückzuführen sein, wodurch es den Abbau von Serotonin, Dopamin und Noradrenalin reduziert.
Synthetische β-Carboline mit Veränderungen in Position 3 weisen wiederum eine andere Wirkweise auf. Sie reduzieren die Wirkung von Benzodiazepinen auf GABA-A Rezeptoren und können dadurch krampfartige, angstauslösende und gedächtnisfördernde Effekte haben. Darüber hinaus kann 3-Hydroxymethyl-beta-carbolin bei Nagetieren das Schlafbedürfnis dosisabhängig vermindern und die schlaffördernde Wirkung von Flurazepam blockieren. Das Derivat Methyl-β-carbolin-3-carboxylat hingegen stimuliert in niedrigen Dosen das Lernen und Gedächtnis, kann jedoch in hohen Dosen Angstzustände und Krämpfe hervorrufen. Bei Veränderung in Position 9 wurden ähnliche positive Effekte auf das Lernen und Gedächtnis beobachtet, jedoch ohne Angst oder Krämpfe hervorzurufen.
So wirkt das synthetische Carbolin-Derivat 9-Methyl-β-Carbolin schützend auf Nervenzellen durch Erhöhung der Expression neurotropher Faktoren und Verstärkung der Atmungskettenaktivität. Es konnte zudem nachgewiesen werden, dass dieses Derivat kognitive Leistungen verbessert, die Anzahl dopaminerger Neurone erhöht und die Ausbildung von Synapsen und dendritischen Nervenfasern fördert. Letzteres dürfte maßgeblich zur Verbesserung von Gedächtnisleistungen beitragen. In Tiermodellen konnten außerdem therapeutische Wirkungen gegen die Parkinson-Krankheit und andere neurodegenerative Prozesse nachgewiesen werden.
Da β-Carboline auch mit verschiedenen krebsrelevanten Molekülen wie DNA, Enzymen (GPX4, Kinasen usw.) und Proteinen (ABCG2/BRCP1 usw.) interagieren, werden sie auch als potenzielle Krebstherapeutika diskutiert.
Bestimmte β-Carbolin-Derivate steigern auch die Produktion des Antibiotikums Reveromycin A in bodenbewohnenden „Streptomyces“-Arten. Hierbei wird die Expression biosynthetischer Gene durch Bindung des β-Carbolins an einen ATP-bindenden Regulator der LuxR-Familie erleichtert.
Ein von Lactobacillus spp. abgesondertes β-Carbolin (1-Acetyl-β-Carbolin) verhindert, dass der pathogene Pilz Candida albicans in eine virulentere Wachstumsform übergeht (filamentöse Wachstumsform). Hierdurch kehrt das β-Carbolin Ungleichgewichte in der Zusammensetzung des Mikrobioms um, was Pathologien wie vaginale Candidiasis oder Pilzsepsis verursachen können.

### Medizinische Verwendung von β-Carbolinen
Der Extrakt Ayahuasca der Liane Banisteriopsis caapi wurde von indigenen Stämmen des Amazonasgebiets als entheogen („näher zu den Göttern“) verwendet. Nachdem Ayahuasca Mitte des 19. Jahrhunderts als Halluzinogen beschrieben wurde, identifizierten europäische Apotheker im frühen 20. Jahrhundert das Harmin als den zentralen Wirkstoff. Diese Entdeckung weckte das Interesse, das Potenzial von Harmin als Medizin weiter zu untersuchen. Der bekannte Pharmakologe Louis Lewin zeigte beispielsweise eine deutliche Verbesserung neurologischer Symptome bei Patienten mit postenzephalitischem Parkinson nach Injektionen von B. caapi. Extrakt. Es herrschte allgemeine Einigkeit, dass sich Hypokinesie, vermehrter Speichelfluss, Stimmung und vereinzelt Muskelsteife durch die Behandlung mit Harmin verbesserten. Insgesamt wurden in den zwanziger und dreißiger Jahren diesbezüglich 25 Studien mit Patienten mit der Parkinson-Krankheit und postenzephalitischem Parkinson veröffentlicht. Die pharmakologische Wirkung von Harmin wurde dabei hauptsächlich seiner Eigenschaft als Hemmstoff der Monoaminoxidase (MAO) zugeschrieben. Studien in Nagern konnten zeigen, dass Extrakte von Banisteriopsis caapi und Peganum harmala zu einer Dopaminfreisetzung im Striatum führen. Harmin fördert zudem das Überleben dopaminerger Neurone in Mäusen, bei denen durch Injektion des Neurotoxins MPTP Parkinson-ähnliche Symptome induziert wurden. Da Harmin auch N-Methyl-d-Aspartat(NMDA)-Rezeptoren antagonisiert, führten einige Forscher die schnelle Besserung bei Patienten mit Parkinson-Krankheit auf diese antiglutamaterge Wirkung zurück. Die weitere Forschung konzentrierte sich nach deren Entdeckung auf synthetische Anticholinergika, wodurch Harmin vorerst in den Hintergrund rückte.

## Natürliches Vorkommen
β-Carbolin-Alkaloide sind in Prokaryonten, Pflanzen und Tieren weit verbreitet. Einige dieser Verbindungen, insbesondere Tetrahydro-ß-Carboline (z. B. Pinolin), können von Pflanzen und dem menschlichen Körper aus den Vorstufen Tryptophan, Serotonin und Tryptamin synthetisiert werden.
- Insgesamt sind acht Pflanzenfamilien bekannt, die 64 verschiedene β-Carbolin-Alkaloide synthetisieren. Beispielsweise sind die β-Carboline Harmin, Harmalin und Tetrahydroharmin Bestandteile der Liane Banisteriopsis caapi und spielen eine zentrale Rolle in der Pharmakologie der Psychedelika im Ayahuasca Extrakt der indigenen Völker des Amazonas. Darüber hinaus enthalten die Samen von Peganum harmala (syrische Raute) zwischen 0,16 %[31] und 5,9 %[32] β-Carbolin-Alkaloide (bezogen auf Trockengewicht).
- Eine andere Gruppe von β-Carbolinen, die Eudistomine, wurde aus Seescheiden (marinen Manteltieren der Familie Ascidiacea) wie Ritterella sigillinoides,[33] Lissoclinum fragile[34] oder Pseudodistoma aureum[35] extrahiert.
- Nostocarbolin wurde aus Süßwasser-Cyanobakterien isoliert.[36]
- Vollaromatische β-Carboline kommen in geringer Konzentration auch in zahlreichen Lebensmitteln vor. Die höchsten Mengen wurden in gebrühtem Kaffee, Rosinen, durchgebratenem Fisch und Fleisch nachgewiesen.[37] Rauchen ist eine weitere wichtige Quelle der vollaromatischen β-Carboline mit einer Konzentration von bis zu 1000 µg pro Person und Tag.[38]
- β-Carboline wurden auch in der Cuticula von Skorpionen gefunden, die ihre Haut bei Bestrahlung mit ultraviolettem Licht bestimmter Wellenlängen (z. B. Schwarzlicht) fluoreszieren lassen.[39]

## Externe Links zu erwähnten Verbindungen
1. ↑  Externe Identifikatoren von bzw. Datenbank-Links zu Pinolin:  CAS-Nr.: 20315-68-8, EG-Nr.: 633-838-6, ECHA-InfoCard: 100.161.873, PubChem: 1868, ChemSpider: 1797, Wikidata: Q3905316.
2. ↑  Externe Identifikatoren von bzw. Datenbank-Links zu 9-Methyl-β-carbolin:  CAS-Nr.: 2521-07-5, PubChem: 164979, ChemSpider: 144638, Wikidata: Q48845170.